# 梁伟浩
梁伟浩（1949年—），汉族，中华人民共和国政治人物、第十一届全国政协委员。
担任香港得利钟表集团总裁。2008年，当选第十一届全国政协委员，代表特别邀请人士，分入第五十七组。